# 小叶委陵菜
小叶委陵菜（学名：Potentilla microphylla）是蔷薇科委陵菜属的植物。分布于锡金以及中国大陆的西藏等地，生长于海拔3,900米至4,800米的地区，一般生于生高山和岩石边草地，目前尚未由人工引种栽培。
其种加词microphylla，意为“小叶的”。

## 变种
- 多对小叶委陵菜（学名：Potentilla microphylla var. multijuga）为蔷薇科委陵菜属下的一个变种。
- 丛生小叶委陵菜（学名：Potentilla microphylla var. caespitosa）为蔷薇科委陵菜属下的一个变种。
- 无毛小叶委陵菜（学名：Potentilla microphylla var. glabriuscula）为蔷薇科委陵菜属下的一个变种。
- 细裂小叶委陵菜（学名：Potentilla microphylla var. achilleifolia）为蔷薇科委陵菜属下的一个变种。